# صفط الخمار الغربية
قرية صفط الخمار الغربية  هي إحدي القرى التابعة لمركز المنيا بمحافظة المنيا في جمهورية مصر العربية. حسب إحصاءات سنة 2006، بلغ إجمالي السكان في صفط الخمار الغربية 15656 نسمة، منهم 7862 رجل و7794 امرأة.